# Одайпільська сільська рада
| Одайпільська сільська рада — колишній орган місцевого самоврядування у Тетіївському районі Київської області з адміністративним центром у с. Одайпіль. Історична дата утворення: в 1996 році. Сільській раді були підпорядковані населені пункти: - с. Одайпіль |

## Склад ради
Рада складалась з 12 депутатів та голови.

### Керівний склад ради
| ПІБ                             | Основні відомості                                                              | Дата обрання | Дата звільнення |
| ------------------------------- | ------------------------------------------------------------------------------ | ------------ | --------------- |
| Мостіпан Антоніна Володимирівна | Сільський голова, 1954 року народження, освіта, член Селянської партії України | 26.03.2006   | 31.10.2010      |
| Рокша Валерій Васильович        | Сільський голова, 1968 року народження, освіта вища, безпартійний              | 31.10.2010   |                 |

Примітка: таблиця складена за даними джерела